# ケニー・クーパー
ケニー・クーパー（Kenny Cooper 、1984年10月21日 - ）は、アメリカ合衆国・ボルチモア出身の元プロサッカー選手。元サッカーアメリカ合衆国代表。現役時代のポジションはFW。

## クラブ経歴
イングランド出身のプロサッカー選手であった父をもつ。ダラス・カップでのプレー振りが関係者の目にとまり、マンチェスター・ユナイテッドFCと契約を結んだ。2004年にトップチームに昇格したが、1試合もプレーすること無く2006年に退団。
2006年2月、FCダラスに移籍。
2009年7月31日、2.ブンデスリーガのTSV1860ミュンヘンに移籍。2010年1月、プリマス・アーガイルFCにレンタル移籍。2011年1月13日、TSV1860ミュンヘンと契約を更新せず退団することが発表された。
2011年1月17日、フリーでポートランド・ティンバーズに加入
2012年1月12日、金銭トレードでニューヨーク・レッドブルズに移籍。
2013年2月4日、古巣FCダラスに復帰。
2013年12月、シアトル・サウンダーズFCと契約を締結。
2015年4月12日、モントリオール・インパクトに加入。

## 代表歴
2007年1月20日のデンマーク戦で代表戦初出場を飾り、さらに初ゴールもマークした。
コパ・アメリカ2007は右脛骨骨折のため選出されなかった。2009 CONCACAFゴールドカップでは2得点を挙げ、準優勝に貢献した。

### ゴール
| #  | 開催日         | 開催地           | 対戦国       | スコア | 結果 | 試合概要                    | ref |
| -- | -------------- | ---------------- | ------------ | ------ | ---- | --------------------------- | --- |
| 1. | 2007年1月20日  | カーソン         | デンマーク   | 3–1    | 3–1  | 親善試合                    |     |
| 2. | 2008年11月20日 | デンバー         | グアテマラ   | 1–0    | 2–0  | 2010 FIFAワールドカップ予選 |     |
| 3. | 2009年7月19日  | フィラデルフィア | パナマ       | 2–1    | 2–1  | 2009 CONCACAFゴールドカップ |     |
| 4. | 2009年7月24日  | シカゴ           | ホンジュラス | 2–0    | 2–0  | 2009 CONCACAFゴールドカップ |     |

## タイトル
個人
- MLSベストイレブン: 2008